# Noordhollands Jeugdorkest
Het Noordhollands Jeugdorkest (NHJO) is een Nederlands symfonieorkest voor jongeren tussen de 13 en 23 jaar oud, opgericht in 1962. De jongeren zijn als ze beginnen vaak nog jong, maar groeien dan uit tot vergevorderde muzikanten die doorgroeien naar het conservatorium of naar studentenorkesten.
Het NHJO bestond in 2012 50 jaar. Het telt meer dan 100 musici en is uitgegroeid tot een van de grootste jeugdorkesten van Nederland.
Het orkest staat sinds 2002 onder leiding van Bas Pollard. Hij houdt zich samen met het bestuur actief bezig met de groei van de jongeren, zowel op muzikaal als op mentaal en sociaal gebied.
Het orkest repeteert in de cultuurkoepel en de muziekschool van Heiloo, één keer per maand op zondag. Tevens is er een zomerkamp en een winterkamp, waarbij het orkest een paar dagen de tijd heeft om de concerten voor te bereiden.
Hierbij maakt het NHJO gebruik van repetitoren die met de losse instrumentengroepen repeteren. Dit zijn vaak vaste repetitoren. Samen met hen probeert het NHJO in korte tijd twee keer per jaar een concertreeks neer te zetten.

## Programmering
De uitvoeringen bestaan vaak uit een hoofdprogramma als een symfonie, aangevuld met één of twee kortere stukken. Zij spelen nooit versimpelde arrangementen.
Naast deze programma's dient het NHJO niet alleen als zelfstandig symfonieorkest met eigen concerten, maar ook wordt hun gevraagd mee te spelen met solisten. Zo hebben zij in de zomer van 2018 tijdens Klassiek op het Amstelveld samengespeeld met dirigent en contrabassist Dominic Seldis, violist Niek Baar en Omar Tomasoni, solotrompettist van het Koninklijk Concertgebouworkest. In de zomer van 2019 hebben zij in de Philharmonie van Haarlem tijdens een provincieconcert mogen samenspelen met Iris Hond.